# Долинський муніципальний духовий оркестр

Долинський муніципальний духовий оркестр

Долинський муніципальний духовий оркестр — духовий оркестр створений 1 жовтня 2009 року. Статус «Муніципальний» затверджений 7 грудня 2009 року депутатами міської ради міста Долина. Оркестр нараховує 30 музикантів з Долини та Івано-Франківської області.
Перший керівник і диригент оркестру — Ярослав Скаб'як — уродженець Долини, викладач Калуського коледжу культури та мистецтв, філії Київського національного університету культури і мистецтв, керівник естрадно-духового оркестру зі званням «народний».
Репертуар муніципального оркестру включає твори різних епох, форм і жанрів. Зокрема — традиційна музика для духового оркестру, і фрагменти з світової класики, твори українських композиторів та зразки класичного джазу.
15 червня 2015 року за ініціативи диригента Долинського муніципального оркестру, викладача Калуського коледжу культури та мистецтв — Ярослав Скаб'яка, відбувся I Міжнародний фестиваль духових та естрадно-духових оркестрів в місті Долина «Сурми гір».

## Відзнаки
- 11-12 вересня 2010 в місті Гродзиськ-Великопольський (Польща), на ІІІ-му Міжнародному фестивалі духових оркестрів, Долинський муніципальний духовий оркестр два дні поспіль здобував нагороди «Оркестр дня».[1]
- 9 червня 2013 за ініціативи Я.Скаб'яка організований та проведений перший Західноукраїнський фестиваль духових та естрадно-духових оркестрів в м. Долині.
- 14 січня 2014 понад п'ять тисяч долинян на площі міста в супроводі Долинського муніципального народного духового оркестру під орудою Ярослава Скаб'яка одночасно проколядували «Нова радість стала». Тож Велика Коляда того дня офіційно ще й стала рекордною в Україні у номінації «найбільш масове одночасне виконання колядки».
- 6 липня 2013 отримав звання «Народний (зразковий) аматорський духовий оркестр».
- 8 грудня 2014 року Долинський муніципальний духовий оркестр виступав перед двохмільйонною аудиторією слухачів на головній сцені Майдану у Києві, підтримуючи учасників Революції  Гідності .
- 18 серпня 2018 року участь XI Міжнародному фестивалі в Польщі ,який проходив в місті  Гродзіськ Велькопольський
- З 6 по 10 вересня 2019 року Долинський муніципальний духовий оркестр під орудою Ярослава Скаб'яка гастролює в Франції